# 黛比·班普顿
黛比·班普顿（英語：Debbie Bampton，1961年10月7日—），英国女子足球运动员，场上位置是中场。她曾代表英格兰代表队参加1995年国际足联女子世界杯，结果队伍止步八强赛。